# 0011 나폴레옹 솔로 - 구사일생
《0011 나폴레옹 솔로 - 구사일생》(To Trap A Spy)는 미국에서 제작된 돈 메드포드 감독의 1964년  영화이다. 로버트 본 등이 주연으로 출연하였고 노먼 펠튼 등이 제작에 참여하였다.

## 출연

### 주연
- 로버트 본
- 루시아나 팔루치

### 조연
- 팻 크로울리
- 프리츠 위버
- 윌리엄 마샬
- 윌 쿨루버
- 데이비드 맥컬럼
- 이반 딕슨
- 빅토리아 쇼우
- 에릭 베리
- 미겔 앙헬 란다
- 루퍼트 크로세
- 케너 G. 켐프
- 마리오 실레티

## 기타
- 미술: 조지 W. 데이비스, 메릴 파이